# شرکت تضامنی
شرکت تضامنی شرکتی است که تحت اسم مخصوصی برای امور تجارتی بین دو یا چند نفر با مسئولیت تضامنی تشکیل می‌شود و اگر دارایی شرکت برای تادیه تمام قروض شرکت کافی نباشد ٬هر یک از شرکا مسئول پرداخت تمام قروض هستند. در صورتی که نام برخی مالکان شرکت در نام شرکت آمده باشد، شرکت تضامنی محسوب می‌شود.
شرکت تضامنی ساده‌ترین نوع از شراکت بر پایه کامن لا است، که برای امور تجارتی بین دو یا چند نفر، تشکیل می‌شود و در آن شرکاء فعالیت‌های مستمر و مستقل کارآفرینی را تحت نام یک شرکت اجرا می‌کنند. بنیانگذاران(سهام داران) در قبال کلیه بدهی‌های شرکت، شخصاً مسئولیت کامل دارند.

## نحوهٔ تشکیل و ثبت شرکت تضامنی
طبق ماده ۱۱۸ قانون تجارت ایران، شرکت تضامنی وقتی تشکیل می‌شود که تمام سرمایه نقدی تأدیه وسهم الشرکه غیر نقدی نیز تقویم (قیمت گذاری) و تسلیم شده باشد. هرچند که در قانون تجارت حداقلی برای سرمایه این گونه شرکت‌ها پیش‌بینی نشده اما عرفاً حداقل میزان سرمایه یک میلیون ریال است و همانند شرکت با مسئولیت محدود در اختیار مدیر یا مدیران شرکت قرار می‌گیرد و اقرار کتبی آنها مبنی بر دریافت سرمایه شرکت برای ارائه به مرجع ثبت شرکت‌ها کافی است. این نوع شرکت نیز پس از انجام مراحل تأیید نام شرکت و تحویل شرکت نامه و اساسنامه (اگر باشد) و سایر مدارک لازم به اداره ثبت شرکت‌ها به ثبت می‌رسد و بعد از ثبت در اداره ثبت شرکت‌ها، آگهی تأسیس شرکت در روزنامه رسمی و یکی از روزنامه‌های کثیر الانتشار محل ثبت شرکت آگهی می‌گردد.

## شرایط ثبت شرکت تضامنی
شرایط ثبت شرکت تضامنی به شرح زیر می باشد:
- دست کم تعداد دارندگان سهام برای ثبت یک موسسه بایستی ۲ نفر و حداکثر نامحدود می باشد.
- همواره ماده ۱۱۸ قانون تجارت، دارایی این موسسه را به دو شیوه نقدی و غیر نقدی قبول کرده است اما به هدف ایجاد موسسه بایستی تمام دارایی نقدی پرداخت شده و دارایی غیر نقدی ارزیابی و پرداخت شده باشد. این برآورد دارایی غیر نقدی بایستی با توجه به خشنودی کلیه شرکا باشد. در صورتی که سهم شریک غیر نقدی کمتر از نرخ حقیقی خودش تسلیم شود شرکا به زیان خود مبادرت نموده اند بدین علت به غیر از خشنودی و رضایت شرکا شروط و قرار دیگری برای این ارزیابی وجود ندارد.
- مقنن حداقل و حداکثری جهت دارایی موسسه مشخص نکرده است ، در این صورت دارایی موسسه می تواند مبلغ اندکی باشد. این سرمایه نخستین و پس انداز آتی موسسه ، در کل دارایی موسسه را تشکیل می دهند که ضمانت ادای طلب طلبکاران موسسه را برعهده دارد.
- یکی دیگر از شرایط ثبت شرکت تضامنی این است که دست کم تعداد مسئولان و بازرسان، یک نفر مسئول از میان شرکا یا سایرین می باشد.
- وجود بازرس ضروری نیست ولی می تواند بازرس داشته باشد.

## تاریخچه
از نظر تاریخی این نوع شرکت سابقه طولانی دارد و به حقوق دوران روم باستان برمی‌گردد و به ویژه در قرون وسطی به شکل فعلی آن در اروپا رواج یافته‌است. در حال حاضر شرکت تضامنی که تقریباً در نظام حقوقی همه کشورها وجود دارد، بسیار مورد استفاده است. در حالی که خطر تأسیس آن برای شرکا، به سبب مسئولیت نامحدودی که در قبال طلبکاران شرکت دارند بر کسی پوشیده نیست. در واقع علت این وضعیت فایده عملی این شرکت برای کسانی است که به یکدیگر اعتماد کامل دارند و سرمایه زیادی نیز برای تشکیل شرکت ندارند. مانند پدری که می‌خواهد با فرزند یا فرزندانش شریک شود، برادران و خواهرانی که پس از فوت پدر می‌خواهند تجارت‌خانه او را اداره کنند، یا دوستانی که به یکدیگر اعتماد کامل دارند.

## در ایران
شرکت تضامنی در فرانسه و کشورهایی که سیستم حقوقی این کشور را اقتباس کرده‌اند، از جمله ایران، دارای شخصیت حقوقی است در حالی که در کشورهای آنگلوساکسون شخصیت حقوقی ندارد. در حقوق ایران شرکت تضامنی دارای شخصیت حقوقی مستقل است و دارایی آن از دارایی شرکا جداست و ممکن است ورشکسته اعلام گردد زیرا تاجر تلقی می‌شود. در صورت ورشکستگی شرکت، طلبکاران نسبت به دارایی شرکت بر طلبکاران خود شرکا ارجحیت دارند. شخصیت حقوقی شرکت تا آنجا از شخصیت شرکا جداست که ورشکستگی شرکت با ورشکستگی شرکا و بلعکس پیوستگی نداشته باشد. نتیجه این استقلال شخصیت این است که تابعیت شرکت از تابعیت شرکا جداست هرچند که کنترل شرکا بر این نوع شرکت از شرکت‌های دیگر بیشتر است. به همین دلیل حتی ممکن است بیشتر یا تمام شرکای یک شرکت تضامنی، خارجی باشند و با این حال شرکت ایرانی تلقی شود. مثل موردی که چند خارجی مقیم ایران با داشتن حق کار و تجارت یک شرکت تضامنی تشکیل می‌دهند که مطابق مقررات قانون ثبت شرکت‌ها و قانون تجارت ایرانی است.

## دلیل انتخاب شرکت تضامنی
یکی از مطالبی که زیاد در مورد شرکت تضامنی مطرح می‌شود این است که چرا افراد باید این نوع شرکت را برای ثبت و فعالیت تجاری انتخاب کنند. زیرا هنگامی که بدهی برای شرکت به وجود بیاید، تنها شریک ضامن مسئول پرداخت بدهی است.
دلیل انتخاب این نوع از شرکت‌ها بیشتر برای جلب اعتماد مشتریان است. زیرا مشتریان می‌دانند در صورت ایجاد مشکل فقط با یک یا چند شخص حقیقی روبه رو هستند و نه با کل شرکت از همین رو می‌توانند راحت بدهی خود را پاس کنند. از همین رو بیشتر صرافی‌ها و تجارت‌هایی از این دست علاقه دارند شرکت خود را به صورت تضامنی به ثبت برسانند.

## دلایل انحلال شرکت تضامنی
- در صورت تراضی کلیه سهامداران
- درخواست یکی از سهامداران
- در صورت ابطال یکی از سهامداران براساس ماده ۱۳۷
- فوت یا محجوریت یکی از سهامدار براساس مواد ۱۳۹ و ۱۴۰